# Driss Temsamani
Driss R. Temsamani ( Arabe: إدريس التمسماني; né en 1966) est un banquier américain d'origine marocaine, auteur et conférencier spécialisé dans la transformation numérique, la technologie financière, et la défense de la diaspora,.
Il a commencé sa carrière chez Citigroup en 1995 et est actuellement Directeur général, responsable de la division numérique pour les Amériques. Dans ce rôle, il supervise les services bancaires numériques à travers les Amériques.
Temsamani est reconnu pour sa collaboration avec les banques centrales et les régulateurs, contribuant à l'élaboration des la politique numérique, l'inclusion financière, les actifs numériques, la technologie Blockchain et l'intelligence artificielle. Son expertise en transformation numérique lui vaut d’être un leader d’opinion dans les discussions mondiales sur la politique financière,.

## Carrière chez Citigroup
Temsamani a débuté sa carrière chez Citigroup en tant que consultant principal en 1995, après avoir été directeur des opérations chez Telemundo de 1993 à 1995. Avant cela, il a travaillé pour Globe Magazine et Worldcare International Insurance.
Depuis son entrée chez Citigroup en 1994 en tant que consultant senior, Temsamani a occupé plusieurs postes de direction, dont celui de directeur de la banque commerciale pour l'Amérique latine (2017-2021), de directeur de l'innovation (2012-2017), de directeur du marketing et de la gestion des marchés (2008-2012), de directeur de la gestion commerciale (2002-2008) et de directeur informatique du commerce électronique (2000-2002). Dans ces rôles, il a contribué au développement de plateformes bancaires numériques, de stratégies financières axées sur les données et d'améliorations opérationnelles axées sur la technologie dans toute la région,,.
Il est actuellement directeur général et responsable du numérique pour les Amériques chez Citigroup, supervisant les produits et activités numériques en Amérique du Nord et en Amérique Latine. Ses travaux portent sur la modernisation des marchés financiers, la blockchain et l'intelligence artificielle dans le secteur bancaire. Il collabore avec les banques centrales, les régulateurs et les partenaires du secteur pour développer les capacités numériques et promouvoir l'inclusion financière.

## Affiliations et organisations
Driss Temsamani est activement impliqué dans diverses organisations soutenant l'entrepreneuriat, l'éducation et l'innovation technologique. Il siège au conseil d'administration de Junior Achievement Americas.
Au-delà de ses fonctions au sein du conseil d'administration, Temsamani est membre du Programme mondial d'entrepreneuriat (Global Entrepreneurship Program) du Département d'État américain, qui favorise l'innovation et la croissance économique mondiales,. Il est également impliqué dans le programme Partenaires pour un nouveau départ de l'Institut Aspen, une initiative axée sur le renforcement de la collaboration économique et sociale entre les États-Unis et les pays d'Afrique du Nord.

## Défense de la diaspora
Driss Temsamani est connu pour son travail de défense des communautés de la diaspora marocaine aux États-Unis, en se concentrant sur des initiatives liées à l'éducation, à l'engagement civique et au développement économique. Il a créé et aidé à créer de nombreuses organisations à but non lucratif et des projets axés sur les politiques pour faire progresser la représentation sociale, politique et économique des Américains d'origine marocaine, en particulier dans les forums internationaux.
En 2002, Temsamani a lancé ElKarya, la première plateforme sociale en arabe marocain ( darija ), destinée à connecter les expatriés marocains, notamment en Amérique du Nord. Cette plateforme a servi de plateforme numérique pour les échanges culturels, le réseautage professionnel et les discussions sur l'identité de la diaspora, ce qui en fait une initiative pionnière au sein des communautés en ligne marocaines.
Temsamani est président et directeur du conseil d'administration de la Coalition maroco-américaine depuis 2008. Plus tard en 2009, il a fondé le mouvement des Américains d'origine marocaine pour Fritchey.
Driss est également le fondateur et président de l' Institut 361 Degrees, un groupe de réflexion maroco-américain pour la recherche et le développement démographiques basé aux États-Unis. En 2012, Temsamani a fondé la Maghreb Growth Foundation.

### Engagement diplomatique et communautaire
Temsamani a également participé activement aux initiatives du gouvernement américain visant à promouvoir l'entrepreneuriat et le développement économique au Maghreb. Il a été sélectionné par le Programme mondial d'entrepreneuriat du Département d'État américain comme délégué aux initiatives de développement socio-économique du président Barack Obama au Maghreb. À ce titre, il a travaillé aux côtés de décideurs politiques et de chefs d'entreprise pour promouvoir la croissance entrepreneuriale et les liens économiques entre les États-Unis et l'Afrique du Nord. Par ailleurs, Temsamani a été invité à prendre la parole à la Maison Blanche, où il a abordé des questions liées à l'engagement de la diaspora, à l'autonomisation économique et aux relations entre le Maroc et les États-Unis.

## Auteur, conférencier et apparitions médiatiques
Temsamani écrit sur des sujets liés à la finance, à la transformation numérique, à la blockchain, à l'IA et à l'inclusion financière,.
En 2005, il est devenu, aux côtés de Laila Lalami, l'un des premiers Américains d'origine marocaine à publier un livre aux États-Unis. Cette même année, son ouvrage « Rewind », un récit dramatique explorant la lutte de l'esprit humain pour trouver le bonheur loin de son pays d'origine, a été publié.
Au début des années 2000, Temsamani a donné des conférences sur la stratégie marketing et l'engagement numérique, présentant le marketing ADN et l'art du marketing, axés sur l'image de marque, l'engagement client et la stratégie numérique. Au cours de cette période, il a également pris la parole au COMDEX, où il a discuté de la deuxième vague d'Internet et de son impact sur la transformation financière et numérique.
Il a depuis pris la parole lors de diverses conférences sectorielles couvrant des sujets tels que le rôle de l'IA dans la trésorerie et la finance, la Blockchain et les actifs numériques dans le secteur bancaire, l'impact de la crypto-monnaie sur l'inclusion financière et les tendances réglementaires en matière de technologie financière,,.
Temsamani a également été présenté dans des interviews imprimées et télévisées en plusieurs langues, discutant de la transformation numérique et de l'innovation financière. Il est apparu sur CNN, où il a parlé de l'avenir des paiements numériques et de l'inclusion financière. En espagnol, il a été interviewé par le péruvien El Comercio, où il a discuté de la tokenisation et de la transition des actifs physiques vers l'économie numérique. Dans le costaricien La República, il a examiné l'impact de la FinTech sur les marchés financiers, tandis que dans El Dinero, il a élaboré sur les avancées de Citigroup vers des services bancaires d'entreprise entièrement numériques.
En 2023, Temsamani a participé à une table ronde animée par Bloomberg sur les cryptomonnaies, explorant le rôle de la blockchain, des actifs numériques et de la réglementation financière dans un paysage financier en pleine évolution. Il a également présenté une conférence au Congrès numérique américain, mettant en avant la tokenisation des actifs et la transformation numérique du secteur bancaire.
Ses travaux comprennent également des recherches sur l’inclusion financière et le rôle de la technologie dans l’élargissement de l’accès aux services financiers.

## Récompenses et distinctions
Driss Temsamani a reçu de nombreuses récompenses pour sa contribution à la banque numérique, à l'innovation financière et au marketing. Il a reçu le prix Jerry Goldenberg pour le marketing direct en 2002 et le prix Strathmore Who's Who Leadership Millennium Award en 2000. Il a été nommé Visionnaire de l'année par Compaq en 1999 .

### Prix Citi de la banque numérique
Sous la direction de Temsamani, Citi a reçu de nombreux prix en Amérique latine et en Amérique du Nord, récompensant ses avancées en matière de banque numérique et de technologie. En 2022, Citi a été nommée meilleure banque numérique au monde par le magazine Global Finance, marquant ainsi la 22e année consécutive de reconnaissance.
L'année suivante, Citi a été récompensée par les Innovation in Digital Banking Awards et les Technology Projects of the Year Awards de The Banker, qui mettent en lumière les avancées en matière de technologie bancaire et d'innovation numérique.
En 2024, Citi a été nommée meilleure banque numérique au monde par Euromoney pour la deuxième fois en trois ans, reconnaissant son investissement continu dans l'innovation bancaire numérique.
En mars 2025, Temsamani a reçu le Prix d'Or (Premio de Oro) dans la catégorie "Blockchain et Crypto-monnaies" en tant que responsable Amériques de Digital Citi - Treasury and Trade Solutions.

## Vie personnelle
Temsamani est né à Tanger. Il est le petit-fils du général rifain Driss Riffi Temsamani, nommé pacha de la République du Rif en 1926, puis d'Asila, de Larache et de Tétouan. Il a connu des difficultés scolaires et a failli être envoyé dans une académie militaire. Refusant cette voie, il a quitté le Maroc en 1986 à l'âge de 17 ans, et a immigré aux États-Unis avec seuelement 200 dollars en poche et sans maîtrise de l'anglais. Travaillant tout en suivant des cours du soir pour perfectionner son anglais, il s’est ensuite formé en électronique, où il a découvert l’informatique.
Des années plus tard, Temsamani s'est inscrit à des études de commerce. Il est titulaire d'un MBA de l'Université d'État de l'Ohio, d'un Executive MBA en marketing industriel de l'IAE Universidad Austral de Buenos Aires, en Argentine, et d'un Executive Leadership de Harvard.
Il réside actuellement basé à Miami, en Floride, avec sa femille.